# Interhandel
Die Interhandel (Industrie- und Handelsbeteiligungen AG) war eine Tarnfirma der I.G. Farben auf schweizerischem Boden. Sie stand im Zentrum einer der grössten und bis heute umstrittenen internationalen Wirtschaftsaffären des 20. Jahrhunderts.

## Geschichte
Die Finanzholding wurde (neben weiteren Tochtergesellschaften) durch die I.G. Farben 1928–1929 in Basel zunächst unter dem Namen I.G. Chemie mit einem Kapital von 290 Millionen Schweizer Franken gegründet. Sie war mit der I.G. Farben durch einen Options- und Dividendengarantievertrag und persönliche Verflechtungen verbunden und so bis 1939 von der I.G. Farben beherrscht. An der Spitze der Interhandel stand Hermann Schmitz, Verwaltungsratspräsident der I.G. Farben. Das Firmenkonstrukt diente dazu, Devisen für das Projekt der Herstellung von synthetischem Benzin aus Kohle zu organisieren. Es sollte die Auslandgeschäfte und die in der amerikanischen General Aniline and Film Corp. (GAF) zusammengefassten Firmenbeteiligungen der I.G. Farben vor der Beschlagnahme durch die Alliierten schützen.
Ab 1942 wurden die Geschäfte und Vermögen der GAF jedoch von den misstrauischen Alliierten eingefroren. Nach Kriegsende wurde durch mehrere umstrittene Buchprüfungen der sogenannten Schweizerischen Verrechnungsstelle behauptet, die GAF sei eine Tochtergesellschaft der I.G. Chemie (der späteren Interhandel), somit rein schweizerischer Besitz und von den Alliierten freizugeben. Diese weigerten sich zunächst und verwiesen auf den Weg durch die Gerichtsinstanzen. Das US-Gericht verlangte von der Schweiz die Herausgabe sämtlicher Akten, was diese jedoch mit Hinweis auf das Bankgeheimnis und befürchtete Wirtschaftsspionage ablehnte. Der Streit darüber dauerte mehrere Jahrzehnte und wurde erst beendet durch einen außergerichtlichen Vergleich zwischen dem früheren US-Justizminister Robert F. Kennedy und der Schweizerischen Bankgesellschaft (SBG, heute UBS), welche Ende der 1950er Jahre die Interhandel übernommen hatte. Die GAF wurde demzufolge abgewickelt, die SBG fusionierte mit der Interhandel, erhielt 1965 knapp die Hälfte des Erlöses (nach damaligem Wert etwa 515 Millionen Schweizer Franken; die andere Hälfte ging an die USA) und wurde dadurch zur größten Bank der Schweiz.
In den 1980er Jahren klagte die I.G. Farben in Liquidation in Deutschland gegen die SBG, jedoch bis zum BGH erfolglos.
Die Auswertung von Dokumenten zu diesem Fall im Schweizer Bundesarchiv wurde von der Schweizer Bundesregierung blockiert. Schließlich wurde die Unabhängige Expertenkommission Schweiz – Zweiter Weltkrieg eingesetzt, die zu dem Schluss kam, die Interhandel sei, rein juristisch gesehen, ein schweizerisches Unternehmen gewesen. Dieses Ergebnis ist bis heute umstritten.